# Аферата Пикасо
„Аферата Picasso“ е българска криминална комедия на режисьора Ян Янев, който е продуцент и сценарист на филма. Във филма участват Филип Буков, Диляна Попова, Жени Калканджиева, Башар Рахал и Тита.
Снимачният процес започва на 13 август 2022 г. и завършва през септември същата година. Премиерата на филма излиза по кината на 13 октомври 2023 г., разпространявана от „Би Ти Ви Студиос“.

## Сюжет
Антон (Филип Буков) е 30-годишен художник, който се занимава с фалшификация на картини, пари и всякакви дребни измами. Изключително нахален, циничен и безскрупулен. Той има малко приятели и много врагове. Освен това е взел пари назаем от жестоката гангстерка София, която е изпратила по петите му мутрата Стамбата, за да си събере дълга. Точно когато Антон бива приклещен от Стамбата се появява майор Георги Стоянов – амбициозен, чаровен, умен, но в същото време и безскрупулен полицай. Той му предлага или по-скоро му налага да се сближи с богатата бизнес дама и меценатка Мария и да разбере, дали тя укрива изчезналата преди десетина години картина на Пикасо – Арлекин, като в замяна той ще му спечели малко време пред София. Между всички започва заплетена игра на котка и мишка, в която само най-хитрият и безскрупулен ще победи, а наградата е безценният арлекин на Пабло Пикасо.

## Актьорски състав
| Изпълнител              | Роля                     |
| ----------------------- | ------------------------ |
| Филип Буков             | Антон Дончев             |
| Диляна Попова           | Мария Игнатова меценатка |
| Башар Рахал             | майор Георги Стоянов     |
| Галя Сарафова           | София                    |
| Райна Караянева         | Деси, сестрата на Ники   |
| Кристиян Кирилов        | Стамбата, мутра          |
| Христина Пенчева „Тита“ | Ели                      |
| Свежен Младенов         | главен проурор           |
| Зафир Раджаб            | Владо                    |
| Жени Калканджиева       | съдия                    |
| Павел Владимиров        | Николай Павлов           |
| Теодора Добрева         | момиче в дискотека       |
| Илия Георгиев           | Министър на културата    |
| Калин Динев             | Сашо                     |
| Срацимир Савов          | Христо                   |
| Хари Аничкин            | Тим Грант                |
| Петър Райжеков          | адвокат Мария            |
| Геоорги Рабухчиев       | мутра                    |
| Йоан Тотев              | любовник на София        |
| Никола Григоров         | Пешо                     |
| Греди Асса              | художник                 |
| Атанас Атанасов         | боксьор в Галерия        |
| Борислав Вълов          | приятел на боксьор       |
| Мерлина Генова          | асистент в галерия       |
| Олексей Невечеря        | руснак 1                 |
| Гричан Сергей           | руснак 2                 |
| Ян Янев                 | олигарх                  |
| Дико Бучуков            | заместник прокурор       |
| Юлия Николова           | момиче в дискотека 1     |
| Изабел Янкова           | момиче в дискотека 2     |
| Явор Главчовски         | млад художник            |
| Димитрий Клюканов       | Тихомир Безухов          |
| Георги Симеонов         | Пепи                     |
| Елеонора Симеонова      | ПР на Георги             |
| Ани Сабри               | момиче                   |
| Кирил Милков            | охрана в дискотека       |